# 트랜지스터-트랜지스터 논리

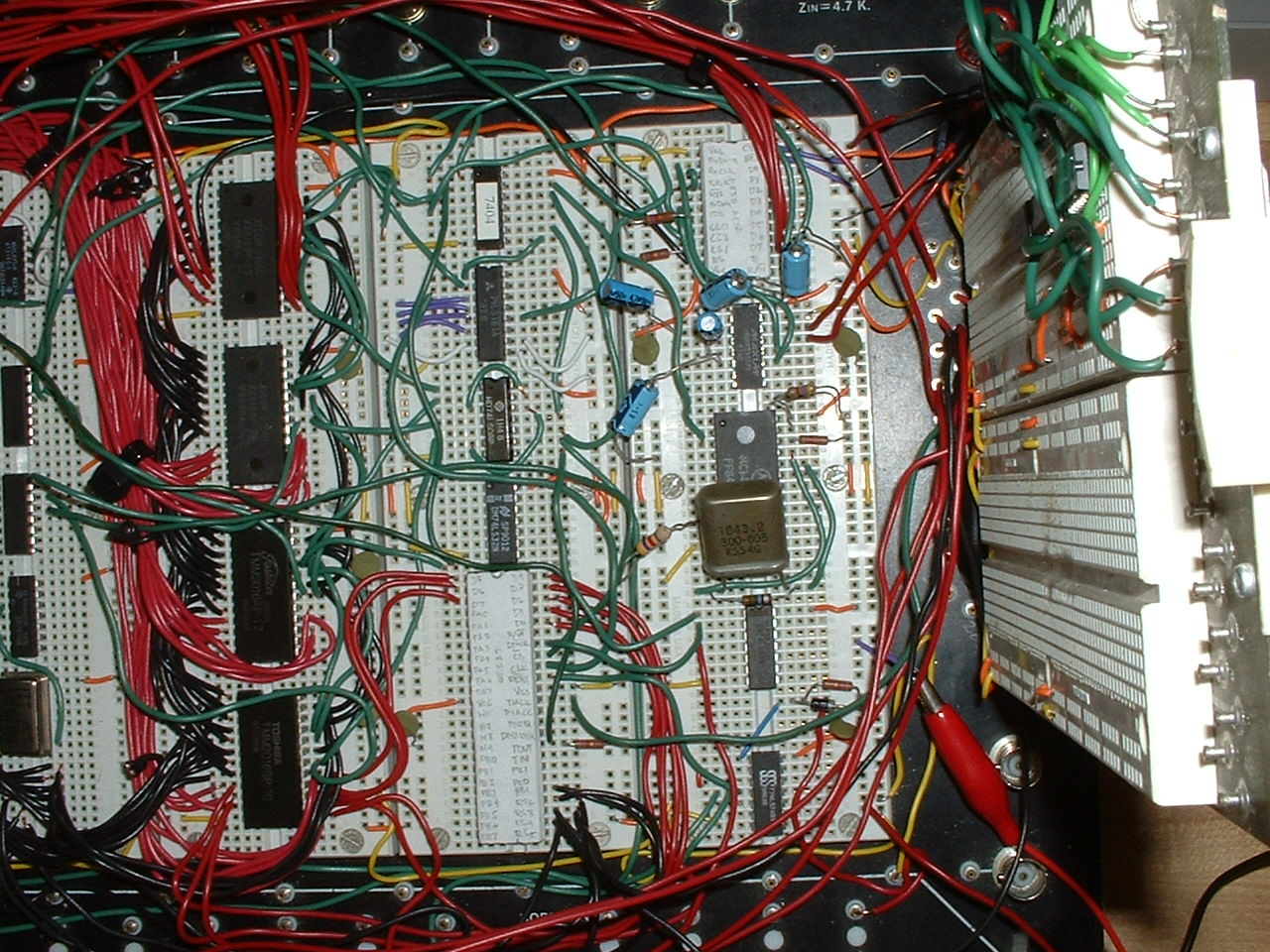
브레드보드 위에 실장된 다양한 TTL 칩들을 갖춘 모토로라 68000 기반 컴퓨터.

트랜지스터-트랜지스터 논리(transistor-transistor logic)는 반도체를 이용한 논리 회로의 대표적인 하나이며 일반적으로 5V 단일전원의 모놀리식 집적 회로로 만들어졌다. 간단히 TTL(티티엘)이라고도 한다. DTL의 개량품으로 1970년대에 텍사스 인스트루먼트 사의 표준 논리 IC 종류 (74 시리즈)에 의해 널리 보급됐다.
표준 시리즈부터, 고속용, 저소비 전력용, 고속 및 저소비 전력용같은 변종이 퍼져서 초기 마이크로프로세서의 응용의 확대와 동시에 더욱 보급됐다.
그러나 바이폴러 트랜지스터를 사용했기 때문에 소비전력이 크고, 고집적화 및 고속화되지 않아서 시모스 논리 IC 기술의 발달로 논리 회로의 주력 자리를 시모스에게 양보했다.

## 역사
TTL은 1961년 TRW의 James L. Buie에 의해 발명되었다. TTL의 원래 이름은 트랜지스터 결합 트랜지스터 로직(transistor-coupled transistor logic, TCTL)이었다.

## 74/54 시리즈 TTL의 개요
TI가 최초의 제품이었다. 이후 기능호환되고 고속화되어서 다른회사에서 제조되거나 각사의 호환제품이 많이 제조 및 판매되었다. :54 시리즈는 MIL 규격, 74 시리즈는 일반용의 품질보증 규격으로 판매된다. 아래의 설명은 74 시리즈부터 시작해서 제조사에 의하여 대응하는 MIL 규격품으로서 74 -> 54로 변경된 것이 사용되는 경우도 있다.
| 시리즈            | 형태이름 | 특징                                                  | 소비전력 (mW/Gate) | 지연 (tpd) |
| ----------------- | -------- | ----------------------------------------------------- | ------------------ | ---------- |
| 표준 TTL          | 74       | 초기 표준품                                           | 10                 | 10         |
| 저전력 TTL        | 74L      | 초기 저전력 제품. 속도는 느림.                        | 1                  | 35         |
| 고출력 TTL        | 74H      | 초기 고출력 제품. 전력소비는 큼.                      | 20                 | 6          |
| 쇼트키 TTL        | 74S      | 쇼트키 트랜지스터를 사용하여 고속인 TTL               | 20                 | 3          |
| 저전력 쇼트키 TTL | 74LS     | 1970년대 후반 ~ 80년대 전반의 표준 TTL                | 2                  | 10         |
| 향상된 LS-TTL     | 74ALS    | 1980년대 중순에 나온 LS-TTL의 개량품                  | 1                  | 4          |
| 향상된 쇼트키 TTL | 74AS     | 1980년대 중순에 나온 S-TTL의 개량품                   | 20                 | 1.5        |
| FAST              | 74F      | 1980년대 중순에 페어차일드사가 개발한 고속 쇼트키 TTL | 4                  | 2.5        |
| GHz               | 74G      | 2000 Potato Semiconductor                             | 1                  | 1          |

### TTL 입출력 레벨전압 (V)
- High 레벨 입력전압: 2.0
- Low 레벨 입력전압: 0.8
- High 레벨 출력전압: 2.4
- Low 레벨 출력전압: 0.4

## 같이 보기
- 다이오드 논리 (DL)
- 저항-트랜지스터 논리 (RTL)
- 다이오드-트랜지스터 논리 (DTL)
- 이미터-결합 논리 (ECL)